# Državna cesta D532
D532 je bila državna cesta u Hrvatskoj. 
Na trasi ceste je bio i tunel Sveti Ilija kroz Biokovo. Ukupna duljina iznosila je 10,5 km.